# ガボン・シャンピオナ・ナシオナル・フット1
ガボン・シャンピオナ・ナシオナル・フット1は、ガボンサッカー連盟によるガボン国内の最上位リーグである。

## 歴代優勝クラブ
(括弧内は優勝回数)
| - 1968 : オランピック・スポルティフ（1） - 1969 : エーグル・ロイヤル（1） - 1970 : エーグル・ロイヤル（2） - 1971 : ASソリダリテ（1） - 1972 : オランピック・スポルティフ（2） - 1973 : ASポリス（1） - 1974 : ザランCOC（1） - 1975 : ペトロスポールFC（1） - 1976 : ヴァントゥール・マングングー（1） - 1977 : ヴァントゥール・マングングー（2） - 1978 : FC105リーブルヴィル（1） - 1979 : アンジュABC（1） - 1980 : USMリーブルヴィル（1） - 1981 : USMリーブルヴィル（2） - 1982 : FC105リーブルヴィル（2） - 1983 : FC105リーブルヴィル（3） - 1984 : ASソガラ（1） - 1985 : FC105リーブルヴィル（4） - 1986 : FC105リーブルヴィル（5） - 1987 : FC105リーブルヴィル（6） | - 1988 : USMリーブルヴィル（3） - 1989 : ASソガラ（2） - 1990 : JACリーブルヴィル - 1991 : ASソガラ（3） - 1992 : ASソガラ（4） - 1993 : ASソガラ（5） - 1994 : ASソガラ（6） - 1995 : ASマンガスポール（1） - 1996 : ムビリンガFC（1） - 1997 : FC105リーブルヴィル（7） - 1998 : FC105リーブルヴィル（8） - 1999 : FC105リーブルヴィル（9） - 2000 : ASマンガスポール（2） - 2001 : FC105リーブルヴィル（10） - 2002 : USMリーブルヴィル（4） - 2003 : USビタム（1） - 2004 : ASマンガスポール（3） - 2005 : ASマンガスポール（4） - 2006 : ASマンガスポール（5） - 2007 : FC105リーブルヴィル（11） | - 2008 : ASマンガスポール（6） - 2009 : ASスタッド・マンジ（1） - 2010 : USビタム（2） - 2011 : ミサイルFC（1） - 2012 : CFムナナ（1） - 2013 : USビタム（3） - 2014 : ASマンガスポール（7） - 2015 : ASマンガスポール（8） - 2016 : CFムナナ（2） - 2017 : CFムナナ（3） - 2018 : ASマンガスポール（9） - 2019 : AOCムベリ・スポルティフ（1） - 2020−21 : 新型コロナウイルス感染症の世界的流行により中止 - 2022 : ASスタッド・マンジ（2） - 2023 : 国からの支援金不足により中断 |  |